# Kasteel van Mirwart

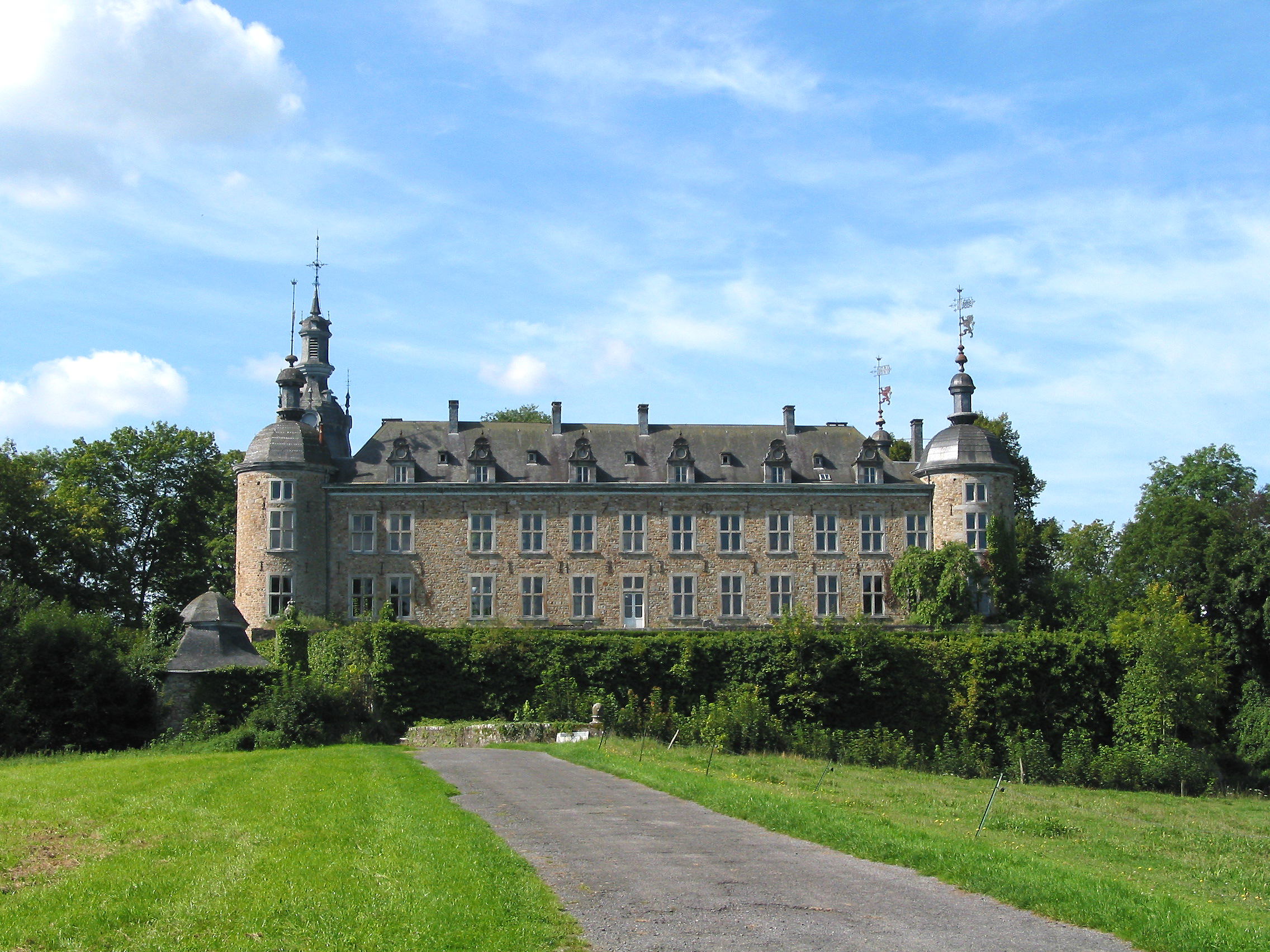
Kasteel van Mirwart

Het Kasteel van Mirwart is gelegen in de provincie Luxemburg bij het dorp Mirwart. Het kasteel is gelegen op een rotsachtige heuvel met uitzicht op de rivier de Lomme. 

## Geschiedenis
Het kasteel is gebouwd in de elfde eeuw en werd in 1084 door Richilde van Henegouwen verkocht aan Hendrik I van Verdun, prins-bisschop van Luik. De prins-bisschop schenkt het beheer aan het hoofd van de abdij van Saint-Hubert. In 1099 verwoest de abt het kasteel. Otbertus, de opvolger van Hendrik, laat het herbouwen.
In 1294 koopt Jan II van Avesnes, hertog van Henegouwen, het kasteel. Dit wordt echter betwist en in 1302 belegert en verovert prins-bisschop Adolf II van Waldeck het slot. Filippa van Luxemburg claimt na de dood van haar man Jan van Avesnes, het kasteel. In 1310 worden de utilitaire rechten van het domein en het kasteel door de rechters toegewezen aan Fillippa, terwijl de soevereine rechten van het domein behoren aan het prinsbisdom Luik. In 1334 koopt Jan de Blinde, graaf van Luxemburg de burcht. 1343 wordt het kasteel verkocht aan prins-bisschop Adolf van der Mark, teruggekocht door hertog Wenceslaus I van Luxemburg en ten slotte aan hertog Willem I van Namen verkocht. Zo komt het kasteel in handen van de hertogen van Bourgondië en in 1471 schenkt Karel de Stoute het domein aan Eberhard van der Mark en  Arenberg. De Vrede van Rijswijk in 1697 bevestigt de status apart van het kasteel van Mirwart met de graven van Mark als eigenaars onder de soevereiniteit van het prinsbisdom Luik.
In het begin van de 18e eeuw volgen uitgebreide renovaties en verliest het kasteel haar versterkt karakter.
Aan het begin van de 19e eeuw wordt het kasteel gekocht door Aimé-Gabriel d'Artigues, de oprichter van de Cristallerie de Vonêche, de kristalglasfabriek van Vonêche. Opeenvolgende eigenaars, de families Van der Linden d'Hoogvorst, d'Arrigade en von der Becke, verfraaien verder het kasteel en maken er een prachtig landhuis van. Het kasteel wordt onder andere gerenoveerd door Alphonse Balat.
Na de Tweede Wereldoorlog wordt het kasteel aangekocht door de provincie Luxemburg. Het gebouw wordt gerenoveerd, maar de provincie slaagt er niet in om er een bestemming voor te vinden. Als gevolg hiervan is het kasteel verwaarloosd. Kostbare meubels en decoratieve armaturen zijn uit het interieur verdwenen. Op dit moment is het kasteel weer in private eigendom.